# Marí
Marí (grec moderne : Μαρί) est un village de Chypre situé dans le district de Lárnaca et comptant plus de 158 habitants.